# Pierre van Hooijdonk
Pierre van Hooijdonk (Steenbergen, 1969. november 29. –) holland labdarúgó, csatár. Játszott többek között skót, angol, török, és elsősorban holland csapatokban. A Feyenoord csapatánál fejezte be pályafutását.

## Karrierje

### Kezdetek
Van Hooijdonk Steenbergenben született. Gyerekként kedvenc csapata a NAC Breda volt, játszott is itt pár évet különböző ifjúsági csapatokban, ám 14 évesen azt mondták neki, nem elég jó. Ezt követően a csak amatőr felnőtt csapattal rendelkező V.V. Steenbergen játékosa lett. Itt lett belőle csatár.

### Roosendaal
Mivel első profi csapata, az RBC Roosendaal van Hooijdonk bemutatkozása idején anyagi nehézségekkel küzdött, nem nagyon volt pénze új játékosokat igazolni, így előszeretettel játszatott az ificsapatból felkerült labdarúgókat. Így kerülhetett sor van Hooijdonk bemutatkozására is. Mivel a csapat első számú csatára akkor sérült volt, így szinte végigjátszotta az 1989–90-es szezon második felét. Első felnőtt szezonját 32 mérkőzésen hat góllal zárta. A következő idényben kulcsjátékosa volt csapatának, 37 mérkőzésen 27-szer talált be az ellenfelek kapujába.

### Először Bredában
Gyerekkori kedvenc csapata, a NAC Breda 1991-ben négyszázezer guldenért szerezte meg őt. Négy itt töltött szezonja alatt 81 gólt szerzett, nagyban hozzájárulva a csapat feljutásához. Utolsó szezonjában be lett hívva a válogatottba is. A téli szünetre nagyon megnőtt az ázsiója, több klub is érdeklődött érte.

### Celtic
1995 telén a skót bajnokság egyik legjobb csapatához, a Celtichez szerződött. A szezon végeztével rögtön kupagyőztes lett, ráadásul a csapat az ő góljával nyert. Első teljes szezonjában, bár a Rangers szerezte meg a bajnoki címet, ő toronymagasan végzett a góllövőlista élén 26 találattal. A csapat a következő idényben is csak második lett, van Hooijdonk 14 találattal a góllövőlista negyedik helyén zárt. A csapattól végül egy, a fizetésével kapcsolatos vita következtében távozott.

### Nottingham
Ideérkezésekor a csapat súlyos kiesési gondokkal küzdött. Mivel nyolc meccsen csak egyszer talált a hálóba, nem tudta megakadályozni a csapat búcsúját az élvonaltól, a Forest az utolsó helyen végzett. A következő idényben, immár a másodosztályban, kimagaslóan jól játszott, 29 góljával ismét gólkirály lett. Igen sikeres párost alkotott csatártársával, Kevin Campbell-lel, aki 23 gólt szerzett ebben az évben.
Az 1998–1999-es szezon ismét nem sikerült jól sem ő, sem a csapat számára. A Nottingham ismét utolsó lett, ő pedig csak hat találatot jegyzett, emellett csapattársaival is megromlott a viszonya. 

### Vitesse, Benfica
A Nottingham után egy szezonra hazaigazolt, a Vitesse csapatához. A kiscsapat fennállása egyik legjobb szezonját produkálta, negyedik lett, így az UEFA-kupában indulhatott. Van Hooijdonknál csak az egyik legjobb jelenlegi holland labdarúgó, Ruud van Nistelrooy szerzett több gólt.
2000-01-ben a Benfica játékosa volt. Bár szerzett 19 gólt, a csapat az elvárásokhoz képest gyengén szerepelt, csak hatodik lett. 

### Feyenoord
2001-ben ismét hazatért, a Feyenoordhoz. Az első évben a rotterdami csapat az UEFA-kupa döntőjéig menetelt, ahol a német Borussia Dortmund volt az ellenfele. A döntőt végül van Hooijdonk két gólja döntötte el. A teljes sorozat alatt kilenc gólt szerzett.
A következő szezonban hiába szerzett 28 gólt, így sem lett gólkirály, ugyanis a szerb Mateja Kežman 35-ször talált be. A Feyenoord harmadik lett.

### Fenerbahçe
2004-ben, pályafutása során utoljára, külföldre, a török Fenerbahçe SK csapatához igazolt. Ez volt utolsó igazán sikeres szezonja, ugyanis 24 találattal, mindössze egy góllal lemaradva, a góllövőlista második helyén végzett, míg csapata bajnoki címet szerzett. A következő szezonban a Fener ismét bajnok lett, ő azonban már „csak” 8 gólt szerzett.

### Pályafutása utolsó évei
2005-re hazaszerződött, nevelőegyesülete, a NAC Breda szerződtette le. Egy év után egy másik korábbi csapata, a Feyenoord játékosa lett. Itt töltötte karrierje utolsó két szezonját, ezalatt nyolc gól jutott neki.
2006 október 17-én van Hooijdonk bejelentette, hogy a szezon végén felhagy az aktív labdarúgással. Utolsó mérkőzése a rájátszásban, a Groningen elleni döntetlennel végződő mérkőzés volt.

## Karrierje befejezése után
Visszavonulása után az Eredivisie Live nevű fizetős holland tévécsatorna szakkommentátora lett.

## Pályafutása statisztikái
| Klub              | Bajnokság               | Szezon   | Liga | Liga | Kupa | Kupa | Ligakupa | Ligakupa | Nemzetközi | Nemzetközi | Összesen | Összesen |
| Klub              | Bajnokság               | Szezon   | Mérk | Gól  | Mérk | Gól  | Mérk     | Gól      | Mérk       | Gól        | Mérk     | Gól      |
| ----------------- | ----------------------- | -------- | ---- | ---- | ---- | ---- | -------- | -------- | ---------- | ---------- | -------- | -------- |
| Celtic FC         | Scottish Premier League | 1994-95  | 14   | 4    | ?    | ?    | 0        | 0        | –          | –          | 14       | 4        |
| Celtic FC         | Scottish Premier League | 1995–96  | 34   | 26   | 4    | 4    | 3        | 2        | –          | –          | 41       | 32       |
| Celtic FC         | Scottish Premier League | 1996–97  | 21   | 14   | 2    | 1    | 2        | 1        | 4          | 0          | 29       | 16       |
| Celtic FC         | Scottish Premier League | Összesen | 69   | 44   | 6    | 5    | 5        | 3        | 4          | 0          | 84       | 52       |
| Nottingham Forest | Premier League          | 1996-97  | 8    | 1    | 0    | 0    | 0        | 0        | –          | –          | 8        | 1        |
| Nottingham Forest | Division 1              | 1997–98  | 42   | 29   | 1    | 1    | 4        | 4        | –          | –          | 47       | 34       |
| Nottingham Forest | Premier League          | 1998–99  | 21   | 6    | 0    | 0    | 1        | 0        | –          | –          | 22       | 6        |
| Nottingham Forest | Premier League          | Összesen | 71   | 36   | 1    | 1    | 5        | 4        | –          | –          | 77       | 41       |
| SBV Vitesse       | Eredivisie              | 1999-00  | 29   | 25   | 3    | 1    | –        | –        | 4          | 2          | 36       | 28       |
| SBV Vitesse       | Eredivisie              | Összesen | 29   | 25   | 3    | 1    | –        | –        | 4          | 2          | 36       | 28       |
| SL Benfica        | Primiera Liga           | 2000-01  | 30   | 19   | ?    | ?    | –        | –        | 2          | 2          | 32       | 21       |
| SL Benfica        | Primiera Liga           | Összesen | 30   | 19   | ?    | ?    | –        | –        | 2          | 2          | 32       | 21       |
| Feyenoord         | Eredivisie              | 2001-02  | 33   | 24   | 1    | 0    | –        | –        | 12         | 9          | 46       | 33       |
| Feyenoord         | Eredivisie              | 2002-03  | 28   | 28   | 0    | 0    | –        | –        | 5          | 1          | 33       | 29       |
| Feyenoord         | Eredivisie              | Összesen | 61   | 52   | 1    | 0    | –        | –        | 17         | 10         | 79       | 62       |
| Fenerbahçe SK     | Süper Lig               | 2003-04  | 34   | 24   | 3    | 1    | –        | –        | –          | –          | 37       | 25       |
| Fenerbahçe SK     | Süper Lig               | 2004-05  | 19   | 8    | 2    | 1    | –        | –        | 5          | 1          | 26       | 10       |
| Fenerbahçe SK     | Süper Lig               | Összesen | 53   | 32   | 5    | 2    | –        | –        | 5          | 1          | 63       | 35       |
| NAC Breda         | Eredivisie              | 2005-06  | 17   | 5    | 3    | 3    | –        | –        | –          | –          | 20       | 8        |
| NAC Breda         | Eredivisie              | Összesen | 17   | 5    | 3    | 3    | –        | –        | –          | –          | 20       | 8        |
| Feyenoord         | Eredivisie              | 2005-06  | 11   | 3    | 0    | 0    | –        | –        | 0          | 0          | 11       | 3        |
| Feyenoord         | Eredivisie              | 2006-07  | 26   | 5    | 2    | 0    | –        | –        | 4          | 0          | 32       | 5        |
| Feyenoord         | Eredivisie              | Összesen | 37   | 8    | 2    | 0    | –        | –        | 4          | 0          | 43       | 8        |